# Oxyrhachis hunti
Oxyrhachis hunti är en insektsart som beskrevs av Capener 1962. Oxyrhachis hunti ingår i släktet Oxyrhachis och familjen hornstritar. Inga underarter finns listade i Catalogue of Life.